# Haidar Abdul-Amir
Haidar Abdul-Amir Hussain (Baghdad, 2 novembre 1982) è un calciatore iracheno, di ruolo difensore.
È stato Campione d'Asia con la Nazionale irachena nel 2007.

## Carriera

### Nazionale
Nel 2004 ha fatto parte della selezione irachena che ha partecipato alla Coppa delle nazioni asiatiche e ai Giochi della XXVIII Olimpiade.
Nel 2007 ha vinto la Coppa delle nazioni asiatiche, edizione che si disputò in Indonesia, Malaysia, Thailandia e Vietnam.

## Palmarès

### Club

#### Competizioni nazionali
- Campionato iracheno: 2

Al-Zawraa: 2001, 2006
- Coppa di Giordania: 1

Al-Faisaly: 2008

### Nazionale
- Oro ai Giochi dell'Asia occidentale: 1

Qatar 2005
- Coppa d'Asia: 1

Indonesia-Malesia-Thailandia-Vietnam 2007